# Stictosia illatalis
Stictosia illatalis är en fjärilsart som beskrevs av Walker 1864. Stictosia illatalis ingår i släktet Stictosia och familjen björnspinnare. Inga underarter finns listade i Catalogue of Life.